# Presse-ail
Pour les articles homonymes, voir presse.

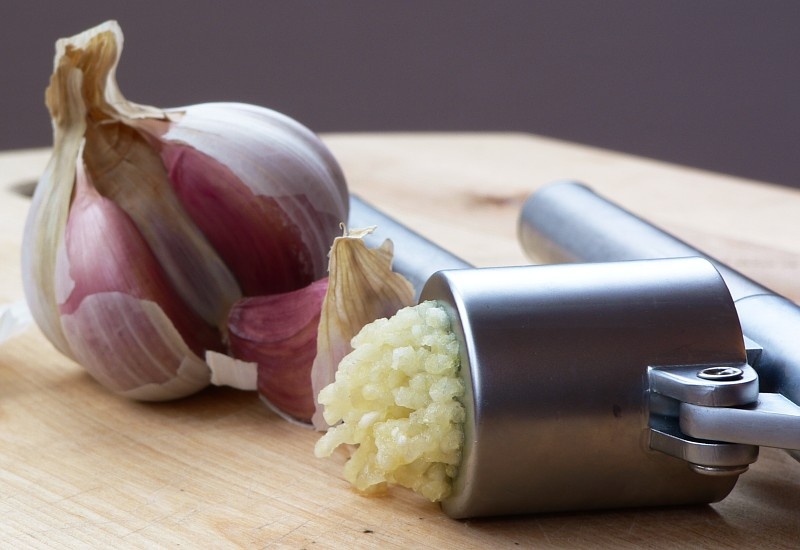
Gousse d'ail et presse-ail

Le presse-ail est un ustensile de cuisine destiné à écraser des gousses d'ail cru pour en extraire une fine purée, composée de la pulpe et du jus.
Son principe consiste à déposer une ou deux gousses d'ail, épluchées ou non, dans une petite chambre. Un piston permet de presser l'ail en force au travers d'une grille percée de trous. Il est le plus souvent manuel et en métal, les modèles anciens étant en fonte d'aluminium. De très nombreux modèles sont commercialisés, certains disposant d'une contre-grille à picots destiné à faciliter le nettoyage parfois difficile de la grille.
Il s'agit d'un objet usuel très répandu dans les cuisines familiales des pays méditerranéens, grands consommateurs d'ail. Un des usages possible de l'ail cru pressé, est la confection d'huiles aromatisées.
Un usage détourné permet aussi d'obtenir de petites quantités de jus d'oignon, d'échalote, de gingembre.